# 江西平市官錢局
江西平市官錢局是一家於1927年的夏天所創辦的金融機構，只負責發行銅元票，分做10枚、20枚、100枚三種，發行兩次，總共64萬吊，合20多萬元。
江西平市官錢局的金融信用不大好，發行的貨幣三番兩次遭到擠兌。到1927年11月，官錢局宣佈歇業關閉，委託江西裕民銀行代兌紙幣。1928年夏天，以前發行的票券收回一下燒毀，同時間宣佈江西平市官錢局的紙幣全部作廢。